# Берека звичайна (Віньковецьке л-во)
Бере́ка звича́йна — ботанічна пам'ятка природи місцевого значення в Україні. Об'єкт природно-заповідного фонду Хмельницької області.
Розташована в межах Віньковецької селищної громади Хмельницького району Хмельницької області, на схід від села Пилипи-Олександрівські.
Площа 0,1 га. Статус присвоєно згідно з розпорядженням облвиконкому від 11.06.1970 року № 156-р«б». Перебуває у віданні ДП «Ярмолинецький лісгосп» (Віньковецьке лісництво, кв. 75, вид. 7).